# 摩纳哥铁路运输

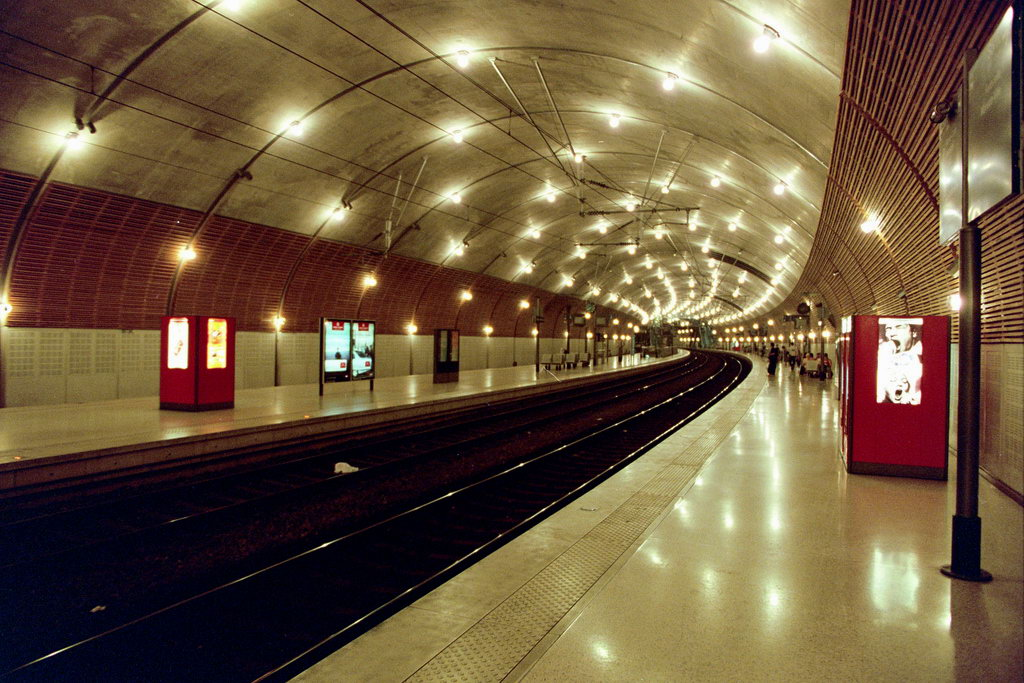
摩纳哥蒙特卡洛车站

摩纳哥大公国只有一个鐵路车站——摩纳哥蒙特卡洛站，位于馬賽-文蒂米利亞鐵路线上。该车站建于1867 年，1999年彻底重建。大公国内的铁路长度只有1.7 km（1.1 mi）， 这也是世界第三小的铁路系统。
摩纳哥没有自己的铁路公司，国内所有铁路由法国国铁SNCF运营。车站位于摩纳哥莫內蓋蒂行政区，靠近聖米歇爾行政区，並緊臨法国滨海阿尔卑斯省的博索萊。